# Gymnoderma sinuatum
Gymnoderma sinuatum är en svampart som beskrevs av Humb. 1793. Gymnoderma sinuatum ingår i släktet Gymnoderma och familjen Thelephoraceae.   Inga underarter finns listade i Catalogue of Life.